# Market-Maker
Market-Maker (oder Market maker; deutsch „Marktmacher, Marktpfleger“) ist der Anglizismus für Marktteilnehmer auf Finanzmärkten, die anderen Marktteilnehmern kontinuierlich als Kontrahent zur Verfügung stehen und ihnen ermöglichen, sofort ihre Kauf- oder Verkaufsentscheidungen zu einem marktgerechten Börsenkurs zu verwirklichen.

## Allgemeines
Market-Maker steht für Personen oder Institutionen, deren ausschließliche Aufgabe darin besteht, die Funktionsfähigkeit eines Markts (insbesondere einer Börse) zu gewährleisten, indem sie entweder Handelsobjekte (beispielsweise Effekten) kaufen, für die sich momentan kein anderer Käufer findet oder verkaufen, weil kein anderer Verkäufer vorhanden ist. Sie stehen anderen Marktteilnehmern kontinuierlich als Kontrahent zur Verfügung und ermöglichen ihnen, sofort Transaktionsinteressen zu einem marktgerechten Preis zu verwirklichen. Sie bieten bei Angebotslücken Handelsobjekte an und kaufen diese bei Nachfragelücken. Market-Maker verpflichten sich, für bestimmte Wertpapiere stets verbindliche An- und Verkaufskurse (englisch quotes) zu stellen, ihre Vergütung erfolgt zumeist über die Differenz zwischen Geld- und Briefkurs, der Geld-Brief-Spanne. Der Market-Maker wird automatisch Kontrahent (Gegenpartei), wenn andere Käufer oder Verkäufer nicht zur Verfügung stehen.

## Aufgaben
Market-Maker sind Finanzintermediäre, die die Verpflichtung übernommen haben, für die von ihnen betreuten Handelsobjekte während der gesamten Handelszeit ständig Quotes innerhalb einer feststehenden Höchstspanne zu stellen und eingehende Aufträge zu diesen publizierten Kursen auszuführen. Es handelt sich um Wertpapierdienstleistungsunternehmen, die indirekt auch Kurspflege betreiben. In den Börsenordnungen jeder Börse ist der Aufgabenkreis der Market-Maker genau beschrieben. Market-Maker werden sowohl an Wertpapierbörsen (§ 79 BörsO FWB) als auch an Energiebörsen (§ 31 BörsO EEX) zugelassen. 

## Arten
Börsen können danach unterschieden werden, ob sie über ein organisiertes Handelssystem verfügen, das nach einem Market-Maker-System organisiert ist wie die NASDAQ, ein reines Auktionssystem darstellt (Nebenwerte an der Deutschen Börse) oder über ein Mischsystem wie die NYSE verfügt. An der Eurex wird für sämtliche Optionskontrakte ein Market-Making durchgeführt.
Eine Form des Market-Making ist das Designated Sponsoring an der Börse Frankfurt. Danach beauftragt die Börsengeschäftsführung geeignete Marktteilnehmer mit der Kurspflege von Wertpapieren mit geringer Marktliquidität (§ 76 BörsO FWB). Sie haben nach Anforderung eines Handelsteilnehmers verbindliche gleichzeitige Kauf- und Verkaufsorders in das elektronische Handelssystem Xetra einzugeben und zu diesen Geschäftsabschlüsse zu tätigen (§ 77 BörsO FWB).
Dabei ist es wesentlich, zwei grundsätzlich verschiedene Formen des Market-Makings voneinander zu unterscheiden. Market-Making kann entweder an einem Handelsplatz (multilaterales Handelssystem) oder außerbörslich (englisch over the counter, OTC) im Rahmen eines bilateralen Systems erfolgen. Ein Handelsplatz wird von einem Handelsplatzbetreiber betrieben. Market-Maker stellen in ihrer Eigenschaft als Teilnehmer des Handelsplatzes anderen Teilnehmern Liquidität zur Verfügung. Das bilaterale System wird vom OTC-Market-Maker betrieben, der gegenüber seinen Kunden als Kontrahent zur Verfügung steht.
An Handelsplätzen sind Market-Maker an mehr als der Hälfte der Transaktionen als Kontrahent beteiligt, was sie zu einer aufsichtsrechtlich relevanten Gruppe macht. Geht man davon aus, dass das Bankenaufsichtsrecht im Wesentlichen der Finanzmarktstabilität und dem Anlegerschutz dient, dann rechtfertigt bereits dieses enorme Transaktionsvolumen, Market-Maker der Aufsicht zu unterwerfen. Zu diesem Zweck hat der deutsche Gesetzgeber das Market-Making als eine aufsichtsrechtlich relevante Betätigung geregelt. Daraus folgen diverse gesetzliche Pflichten, die Market-Maker als Objekte der Finanzmarktaufsicht zu beachten haben.
Betreiber von Handelsplätzen haben grundsätzlich ein gesteigertes Interesse daran, an dem Handelsplatz die Rahmenbedingungen für Market-Maker zu optimieren. Eine optimale Liquiditätsversorgung hat bessere Preise für Anleger zur Folge, soweit diese Liquidität in Anspruch nehmen möchten. Bessere Preise verkörpern sich in einer engeren Geld-Brief-Spanne. Das wiederum stärkt den Handelsplatzbetreiber im Wettbewerb mit anderen Handelsplatzbetreibern.
Vor diesem Hintergrund bewegen sich Market-Maker in einem Spannungsfeld. Auf der einen Seite erbringen sie eine wertvolle Funktion für die Gesamtwirtschaft im Allgemeinen und für die Finanzmarktstabilität im Speziellen, indem sie den Handel mit Finanzinstrumenten liquider machen. Auf der anderen Seite impliziert das hohe, von Market-Makern umgesetzte Transaktionsvolumen eine potenzielle Gefahr für die aufsichtsrechtlichen Schutzgüter „Finanzmarktstabilität“ und „Anleger“. Gewinnmaximierende Market Maker können in einer Konkurrenzsituation zu Anlegern stehen und durch einen Informationsvorsprung (Kenntnis über die volle Tiefe des Orderbuchs) verhindern, dass limitierte Kauf- oder Verkaufsaufträge zur Ausführung kommen. Eine Verdrängung von Privatanlegern, die über limitierte Aufträge selber als Liquidity Provider auftreten, entspricht wiederum einer Reduzierung von Liquidität.  Ein Hinweis auf diese inhärente Systemeigenschaft findet sich darin, dass nach Auftragserteilung eines Privatanlegers auf den öffentlichen Preisquellen der Taxierungen (Best Bid/Best Ask) die Limit-Setzung des Privatanlegers in Abhängigkeit von der Positionierung des Market Makers erscheinen kann, aber nicht erscheinen muss, was unter Transparenzaspekten bedenklich ist. Ebenso steht in der Kritik, dass die wertpapierspezifische Tick Size (kleinste Preisvariation, kleinstes zugelassenes Inkrement einer Quotierung) der Order an den Handelsplätzen des Market-Maker-Systems oft niedriger ist als die Tick Size in den Auftragserfassungssystemen der Finanzdienstleister für die Privatanleger (Discount Broker). Hierdurch ergibt sich eine systematische Benachteiligung der Privatanleger, da sie leicht marginal seitens der Market Maker übersteuert werden können.

## Rechtsfragen
Im deutschen Recht definieren § 1 Abs. 1a Satz 2 Nr. 4a KWG und § 2 Abs. 8 Satz 1 Nr. 2a WpHG das Market-Making als das kontinuierliche Anbieten des An- und Verkaufs von Finanzinstrumenten an den Finanzmärkten zu selbst gestellten Preisen für eigene Rechnung unter Einsatz des eigenen Kapitals. Im EU-Recht finden sich entsprechende Definitionen in Art. 4 Abs. 1 Nr. 7 MiFID II (Richtlinie 2004/39/EG) und Art. 2 Abs. 1n TransparenzRL (Richtlinie 2013/50/EU). Die Bestimmung des § 1 Abs. 1a KWG erfasst das Market-Making unabhängig davon, ob der Market-Maker gegebenenfalls gegenüber einem Handelsplatzbetreiber oder dem Emittenten zur kontinuierlichen Liquiditätsversorgung des Handels verpflichtet ist, und unabhängig davon, ob der Market-Maker zeitgleich Geld- und Briefkurse, d. h. Quotes, stellt oder lediglich abwechselnd auf der Geld- und der Briefseite des Orderbuchs präsent ist.
Knüpft man an die aufsichtsrechtliche Market-Making-Definition in § 1 Abs. 1a Satz 2 Nr. 4a KWG an, sind Finanzinstrumente Gegenstand des Market-Makings. Die Finanzinstrumente im Sinne des KWG werden in § 1 Abs. 11 KWG abschließend aufgezählt. Darunter fallen beispielsweise Wertpapiere (Aktien, Schuldverschreibungen, Investmentzertifikate) und Devisen. Sorten und Edelmetalle sind demgegenüber keine Finanzinstrumente. Daher sind beispielsweise Wechselstuben, die kontinuierlich den An- und Verkauf von Sorten anbieten, keine Market-Maker im Sinne des KWG.
Die Börse hat nach § 24 Abs. 2a BörsG geeignete Vorkehrungen zu treffen, um auch bei erheblichen Preisschwankungen eine ordnungsgemäße Ermittlung des Börsenpreises sicherzustellen. Geeignete Vorkehrungen in diesem Sinne sind insbesondere kurzfristige Änderungen des Marktmodells und kurzzeitige Volatilitätsunterbrechungen unter Berücksichtigung statischer oder dynamischer Preiskorridore oder Limitsysteme der mit der Preisfeststellung betrauten Handelsteilnehmer. Zudem muss die Börsenordnung gemäß § 26c Abs. 1 BörsG Bestimmungen enthalten über die Zulassung von Wertpapierdienstleistungsunternehmen durch die Geschäftsführung, die an der Börse eine Market-Making-Strategie im Sinne des § 80 Abs. 5 WpHG verfolgen. Der Market-Maker hat gemäß § 80 Abs. 5 WpHG unter Berücksichtigung der Marktliquidität, des Umfangs und der Art des konkreten Marktes und der konkreten Merkmale des gehandelten Instruments das Market-Making während eines festgelegten Teils der Handelszeiten des Handelsplatzes kontinuierlich zu betreiben, abgesehen von außergewöhnlichen Umständen, so dass der Handelsplatz regelmäßig und verlässlich mit Liquidität versorgt wird, einen schriftlichen Vertrag mit dem Handelsplatz zu schließen, in dem zumindest die vorgenannten Verpflichtungen festgelegt werden, sofern er nicht den Vorschriften des § 26c BörsG unterliegt, und über wirksame Systeme und Kontrollen zu verfügen, durch die gewährleistet wird, dass er jederzeit diesen Verpflichtungen nachkommen kann. Nach § 80 Abs. 5 WpHG verfolgt ein Wertpapierdienstleistungsunternehmen, das algorithmischen Handel betreibt, eine Market-Making-Strategie, wenn es Mitglied oder Teilnehmer eines oder mehrerer Handelsplätze ist und seine Strategie beim Handel auf eigene Rechnung beinhaltet, dass es in Bezug auf ein oder mehrere Finanzinstrumente an einem einzelnen Handelsplatz oder an verschiedenen Handelsplätzen feste, zeitgleiche Geld- und Briefkurse vergleichbarer Höhe zu wettbewerbsfähigen Preisen stellt. Die Definition der Market-Making-Strategie ist enger als die allgemeine Market-Making-Definition in § 1 Abs. 1a S. 2 Nr. 4a KWG, d. h. nicht alle Market-Maker verfolgen auch eine Market-Making-Strategie.
Market-Maker müssen mindestens in einem Wertpapier und während 50 % der Quotierungszeit im Monatsdurchschnitt fortlaufend verbindliche Market-Maker-Quotes abgeben (§ 80 BörsO FWB). 
Ein Kreditinstitut ist nur dann vom Verbot ungedeckter Leerverkäufe in Aktien und  öffentlichen Anleihen befreit, wenn es in seiner Eigenschaft als Market-Maker handelt. Dadurch sichert der Market-Maker die Marktliquidität und beeinflusst den Kurs. Auch das Festpreisgeschäft und die Absicherung dieser Dienstleistungen gehören hierzu (Art. 2 Abs. 1k Leerverkaufs-VO). Market-Making gehört nicht zu den „verbotenen Geschäften“ des § 3 Abs. 2 und 4 KWG, die den Großbanken seit Juli 2016 untersagt sind.

## Wirtschaftliche Aspekte
Market-Maker gleichen Angebotslücken (Fehlmengen) durch Verkäufe und Nachfragelücken (Überhänge) durch Aufkäufe aus, sie intervenieren in die Marktentwicklung. Dadurch tragen sie zur Marktliquidität bei, indem sie Marktbreite gewährleisten und Marktengen verhindern. Dadurch unterstützen sie die Stabilität der Börsenkurse und verringern Volatilitäten.   Market-Making-Tätigkeiten spielen bei der Bereitstellung von Liquidität auf den Märkten eine maßgebliche Rolle; Market-Maker müssen bei der Ausübung ihrer Funktion Short-Positionen eingehen. Sie sind zum Handel verpflichtet und bauen deshalb eigene Bestände auf, die einem hohen Kursrisiko unterliegen. Als Risikoprämie erhalten sie dafür die Differenz zwischen Geld- und Briefkurs.    
Grundsätzlich bezeichnet Marktliquidität, wie leicht oder schwer es ist, Transaktionsinteressen zu verwirklichen, ohne den Preis dadurch erheblich zu beeinträchtigen. Der Liquidität werden vier Dimensionen zugeschrieben: Markttiefe, Marktbreite, Erholungsfähigkeit und Sofortigkeit. Die Markttiefe bezeichnet die Möglichkeit, Transaktionen in der Nähe der aktuellen Marktpreise durchzuführen und orientiert sich an der Anzahl limitierter Aufträge im Orderbuch. Die Marktbreite steht für ein volumenmäßig hohes Transaktionsinteresse in der Nähe der aktuellen Marktpreise. Die Erholungsfähigkeit bezeichnet die Fähigkeit eines Marktes, nach temporären, nicht informationsbedingten Preisveränderungen ein neues Marktgleichgewicht mit ausreichender Markttiefe und -breite durch neue, ausgleichende Aufträge herzustellen. Die Sofortigkeit bezeichnet die Geschwindigkeit, mit der ein Auftrag mit einem bestimmten Volumen bei gegebenen Kosten ausgeführt werden kann.
Die Tätigkeit eines Market-Makers verbessert die Liquidität auf allen vier Dimensionen. Er verbessert die Markttiefe, indem er potentiellen Kontrahenten mehr Transaktionspreise zur Verfügung stellt. Er verbessert die Marktbreite, indem er potentiellen Kontrahenten mehr Transaktionsvolumen zur Verfügung stellt. Er verbessert die Erholungsfähigkeit, indem er bemüht ist, stets Preise zu stellen, die der wirklichen Marktlage entsprechen, unabhängig von möglichen vorübergehenden Angebots- und Nachfrageschwankungen. Letztendlich verbessert er auch die Sofortigkeit, indem er die Wartezeit für potentielle Kontrahenten verkürzt, Transaktionsvolumen zu einem marktgerechten Preis zu finden.
Die Liquiditätsbereitstellung des Market-Makers zieht eine Vielzahl von Effekten nach sich, die als Unterfunktionen bezeichnet werden können. Insbesondere begrenzt die Tätigkeit die Volatilität, leistet einen Beitrag zur Finanzmarktstabilität und Informationseffizienz, senkt Transaktionskosten anderer Marktteilnehmer und verbessert deren Fähigkeit zur Risikoallokation.
Market-Maker bestimmen das Handelsvolumen und die jeweiligen Preise, zu welchen sie kaufen (Geldkurs) und zu welchen sie verkaufen möchten (Briefkurs). Häufig nennen („stellen“) Market-Maker den Geld- und Briefkurs zeitgleich. In diesem Fall spricht man von Quotes; der Market-Maker übernimmt die eine Quotierung. Es kann aber auch sein, dass ein Market-Maker in einem Zeitpunkt lediglich den Kauf oder den Verkauf anbietet. Das ist insbesondere in einem Orderbuch möglich, soweit ein Market-Maker nicht verpflichtet ist, in einem bestimmten Umfang zu Quotieren.
Der Market-Maker geht für eigene Rechnung eine offene Position ein, indem er aus eigenem Bestand liefert und für den eigenen Bestand erwirbt. Wesentliche Eigenschaft ist seine ständige Präsenz während der Geschäfts- oder Börsenzeit. Market-Maker ist „ein Händler, der während der Geschäftszeit stets bereit ist, bestimmte Titel auf Anfrage entweder zu einem von ihm genannten Kurs zu kaufen oder zu einem gleichzeitig von ihm genannten höheren Kurs zu verkaufen, und zwar ohne zu wissen, ob der Anfragende kaufen oder verkaufen möchte“.

## International
An der NASDAQ sind Market-Maker-Firmen sowohl im Kommissions- als auch im Eigenhandel tätig und repräsentieren einen Großteil des Umsatzes an der NASDAQ. Es gibt zurzeit insgesamt 550 Market-Maker-Firmen, von denen allerdings nur ungefähr 10 wirklich von Bedeutung sind. Alle Market-Maker in den USA müssen Mitglied der NASD (National Association of Securities Dealers) sein und bestimmte Voraussetzungen erfüllen, wie z. B. ein gewisses Mindestkapital vorweisen. Die Market-Maker können anhand eines vierstelligen Kürzels, dem sogenannten Market-Maker Identifier, der MMID, identifiziert werden.